# Dzierżno
Dzierżno (deutsch Sersno, 1936 bis 1945 Stauwerder) ist ein Stadtteil im Westen der Stadt Pyskowice (Peiskretscham) in der Woiwodschaft Schlesien.

## Geschichte
Bei der Volksabstimmung in Oberschlesien am 20. März 1921 stimmten 138 Wahlberechtigte für einen Verbleib bei Deutschland und 287 für Polen. 1933 lebten in Sersno 849 Einwohner.
In den 1930er Jahren wurde bei Sersno der Bau von Staubecken begonnen.
Bereits zuvor war am südlichen Ortsrand der Gleiwitz-Kanal als ein Schifffahrtsweg für die Bergwerke um Gleiwitz angelegt worden. Am 12. Februar 1936 wurde der Ort in Stauwerder umbenannt. 1939 lebten in Stauwerder 999 Einwohner.
1945 kam der bisher deutsche Ort des Landkreises Tost-Gleiwitz unter polnische Verwaltung und wurde in Dzierżno umbenannt und der Woiwodschaft Schlesien angeschlossen.
Anfang der 1960er Jahre wurde der Ort nach Pyskowice eingemeindet.